# Deutsche Bücherei

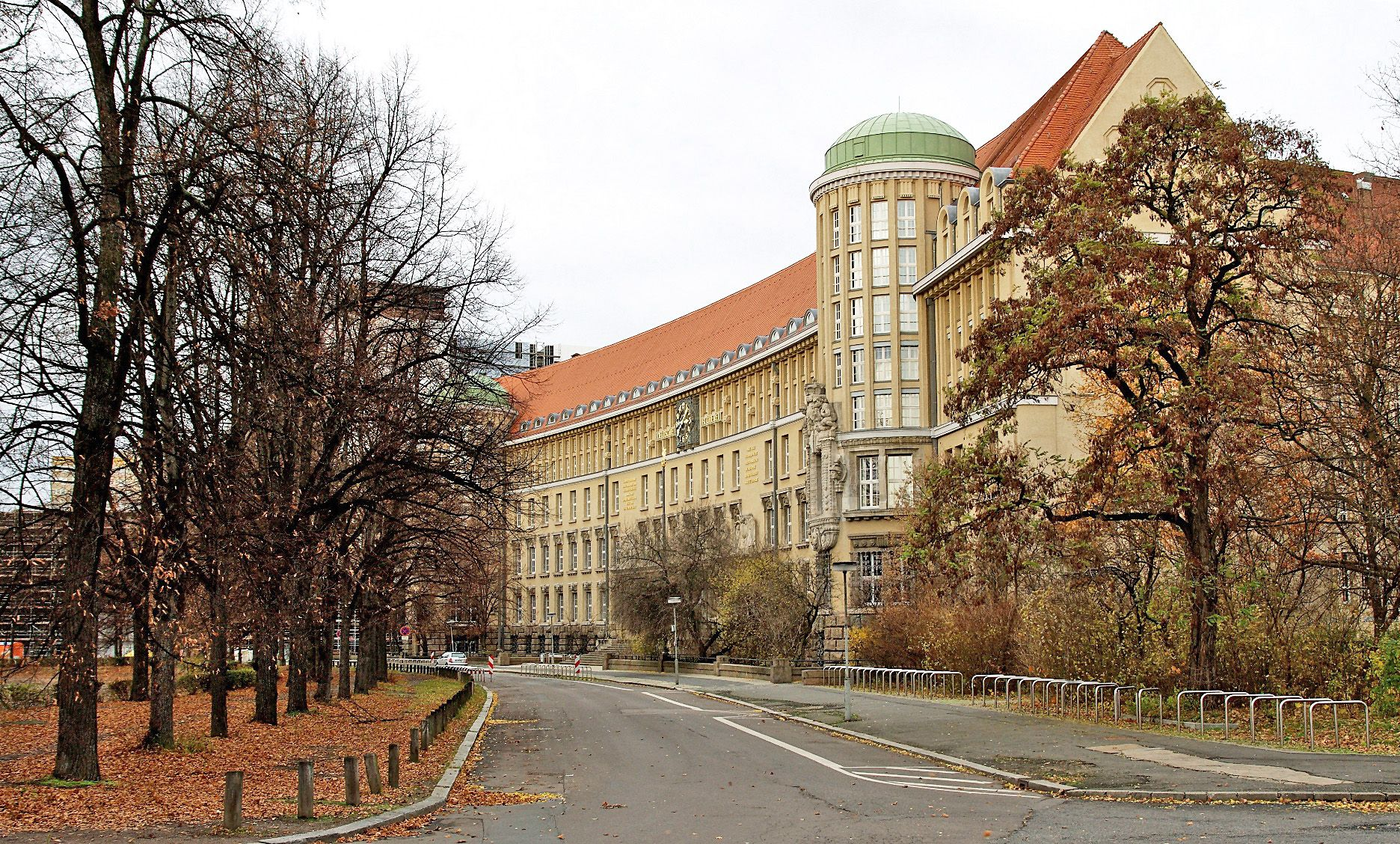
Deutsche Bücherei (2009)

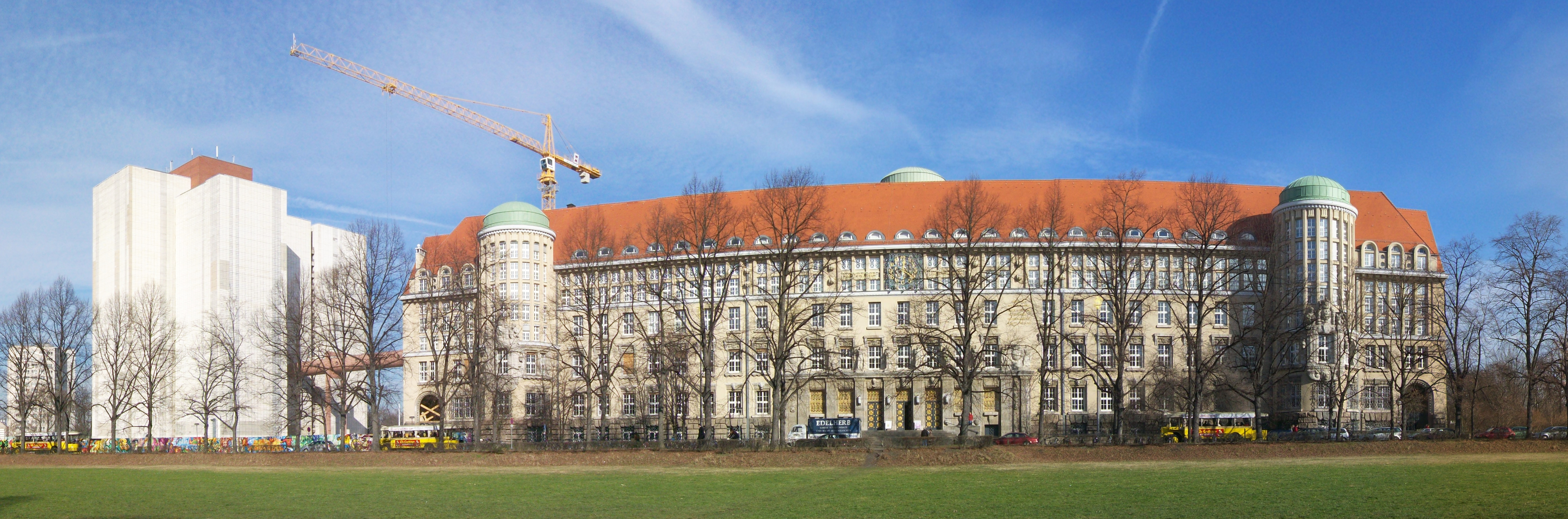
Bücherturm und Hauptgebäude (Februar 2008)

Die Deutsche Bücherei in Leipzig, Deutscher Platz 1, war eine Vorgängereinrichtung der Deutschen Nationalbibliothek, deren Teil sie heute ist. Sie wurde am 3. Oktober 1912 durch den Börsenverein der Deutschen Buchhändler zu Leipzig, die Stadt Leipzig und das Königreich Sachsen als Archiv des deutschen Schrifttums und des deutschen Buchhandels gegründet. Nach der deutschen Wiedervereinigung wurden 1990 die Deutsche Bibliothek, 1946 in Frankfurt gegründet, und die größere Deutsche Bücherei zu einer Gesamtinstitution unter der Bezeichnung Die Deutsche Bibliothek zusammengefasst. Seit 2006 lautet deren Benennung Deutsche Nationalbibliothek und Leipzig ist einer ihrer Standorte. Das Gesetz über die Deutsche Nationalbibliothek enthält weiterhin die Bezeichnung Deutsche Bücherei.

## Geschichte
1906 regte der Ministerialdirektor im Preußischen Kultusministerium Friedrich Althoff in einem Gespräch mit dem damaligen Ersten Schriftführer und ab 1910 Vorsteher des Börsenvereins der Deutschen Buchhändler Karl Siegismund die Gründung eines Gesamtarchivs des nationalen Schrifttums an, das kostenlose Belegexemplare der Verlage erhält und vom Börsenverein getragen wird. Eine staatliche Nationalbibliothek war aufgrund der föderalistischen Strukturen des Deutschen Reiches nicht möglich. Das starke Wachstum der deutschen Buchproduktion Anfang des 20. Jahrhunderts auf 33.000 Druckwerke im Jahr 1911 ließ die Errichtung einer Zentralbibliothek der deutschen Literatur, einschließlich bibliographischer Verzeichnung des erschienenen Schrifttums, zu einem wichtigen Ziel des Börsenvereins werden. Sowohl die Stadt Leipzig als auch das Königreich Sachsen zeigten Interesse an der Ansiedlung der Institution und sagten eine finanzielle Unterstützung zu, auch um die führende Rolle Leipzigs im deutschsprachigen Buchhandel zu festigen. Der Zweite Vorsteher des Börsenvereins, der Dresdner Verlagsbuchhändler Erich Ehlermann, verfasste schließlich 1910 die Denkschrift „Eine Reichsbibliothek in Leipzig“, die seine Vorstellungen über die Einrichtung, Aufgaben und Ziele einer Reichsbibliothek darlegte und die praktische Umsetzung aufzeigte.

### 1912 bis 1933

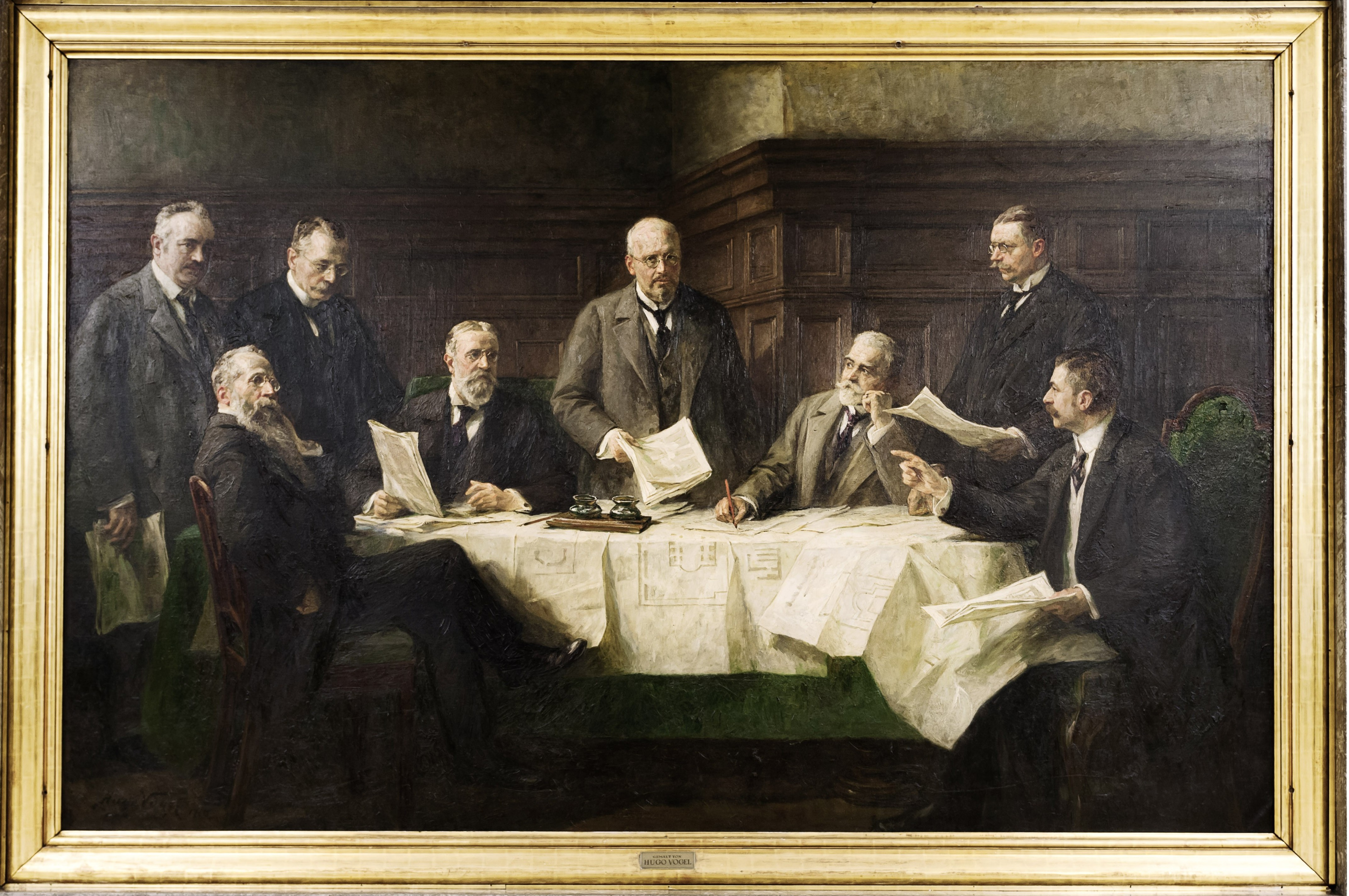
Der erste geschäftsführende Ausschuss, Ölgemälde von Hugo Vogel im Treppenhaus des Mittelbaus

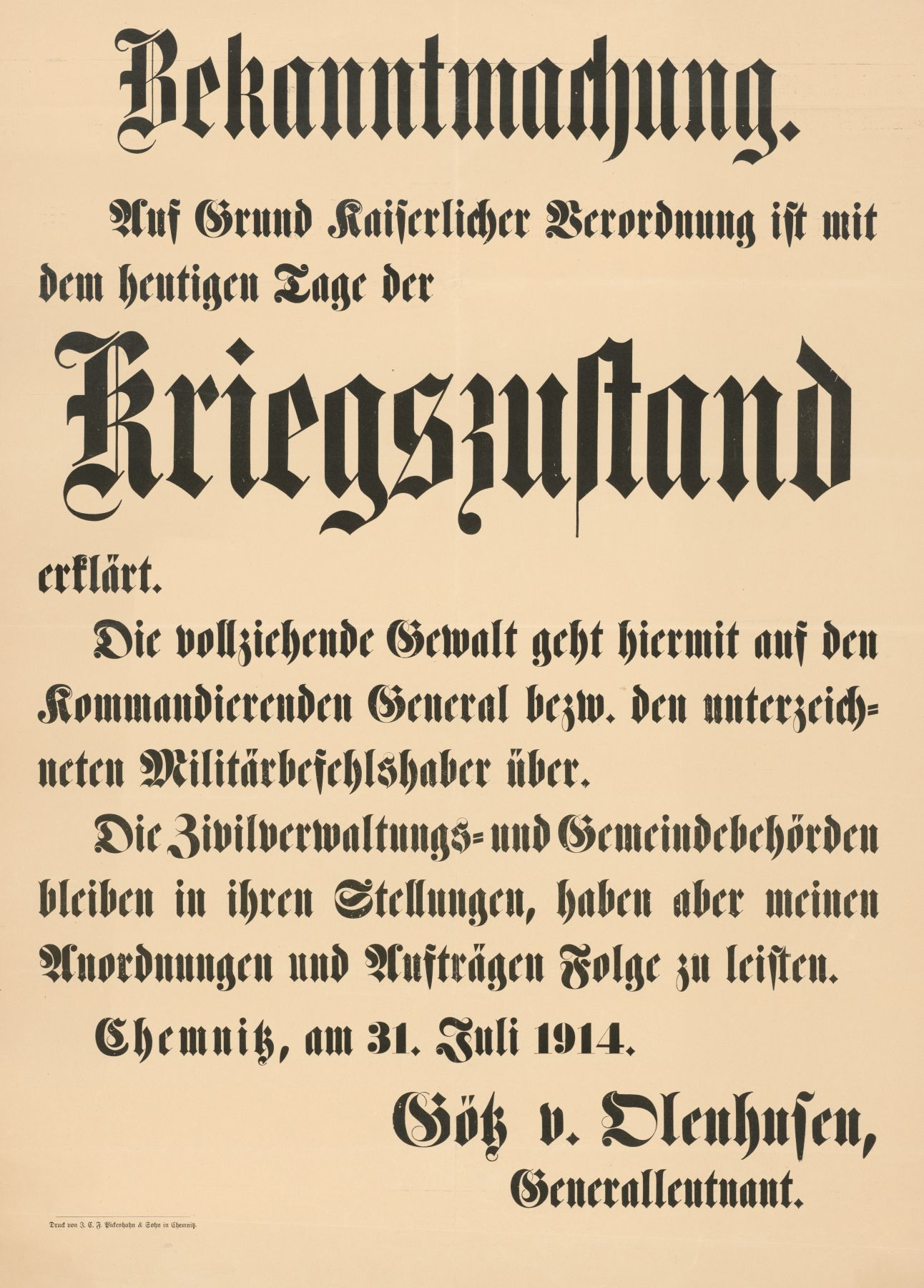
Plakat zur „Bekanntmachung“ des Kriegszustands vom 31. Juli 1914; Exponat der ersten Kriegsausstellung der Deutschen Bücherei vom 30. April bis zum 15. Mai 1915

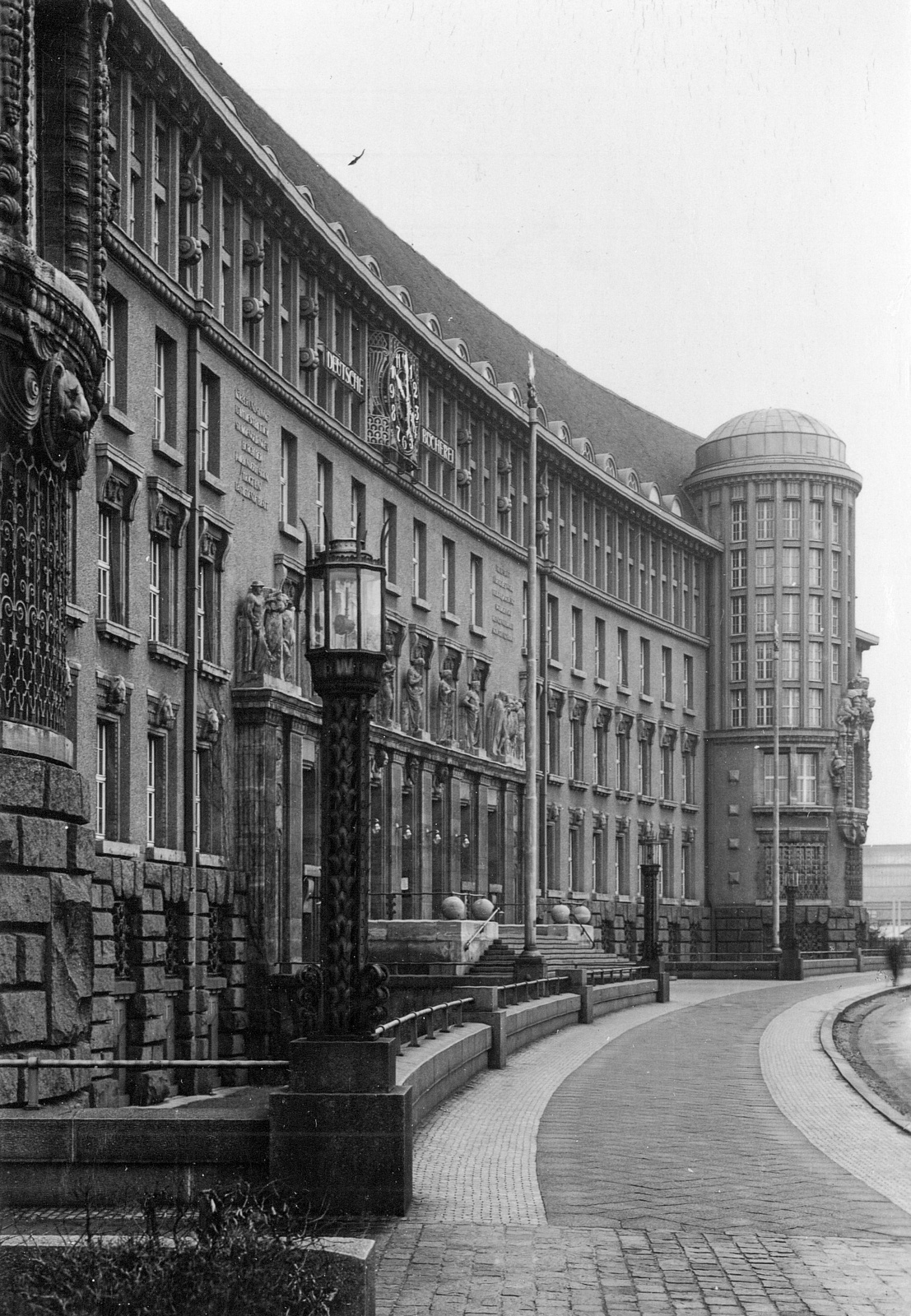
Gebäude um 1925

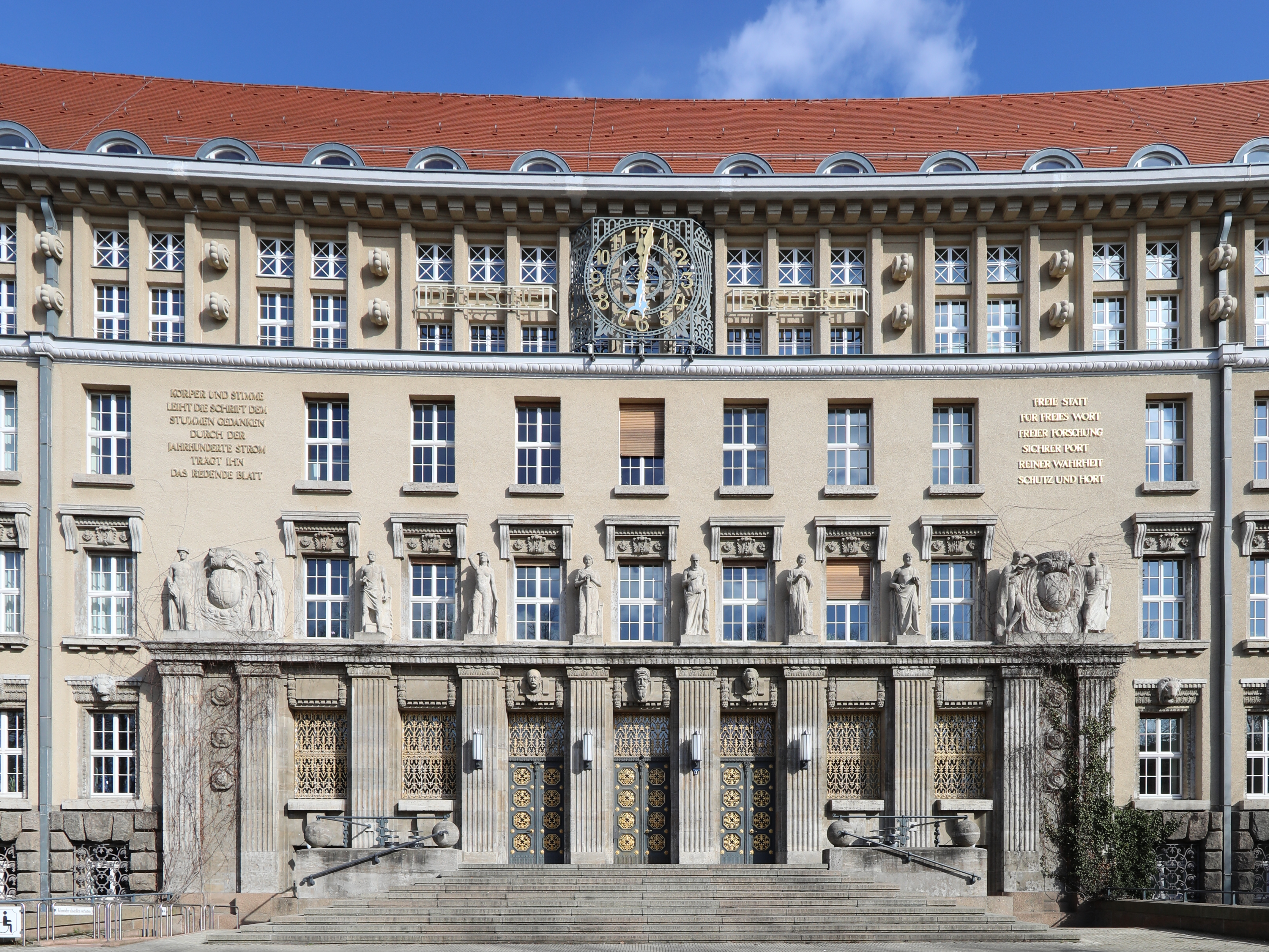
Haupteingang des Hauptgebäudes

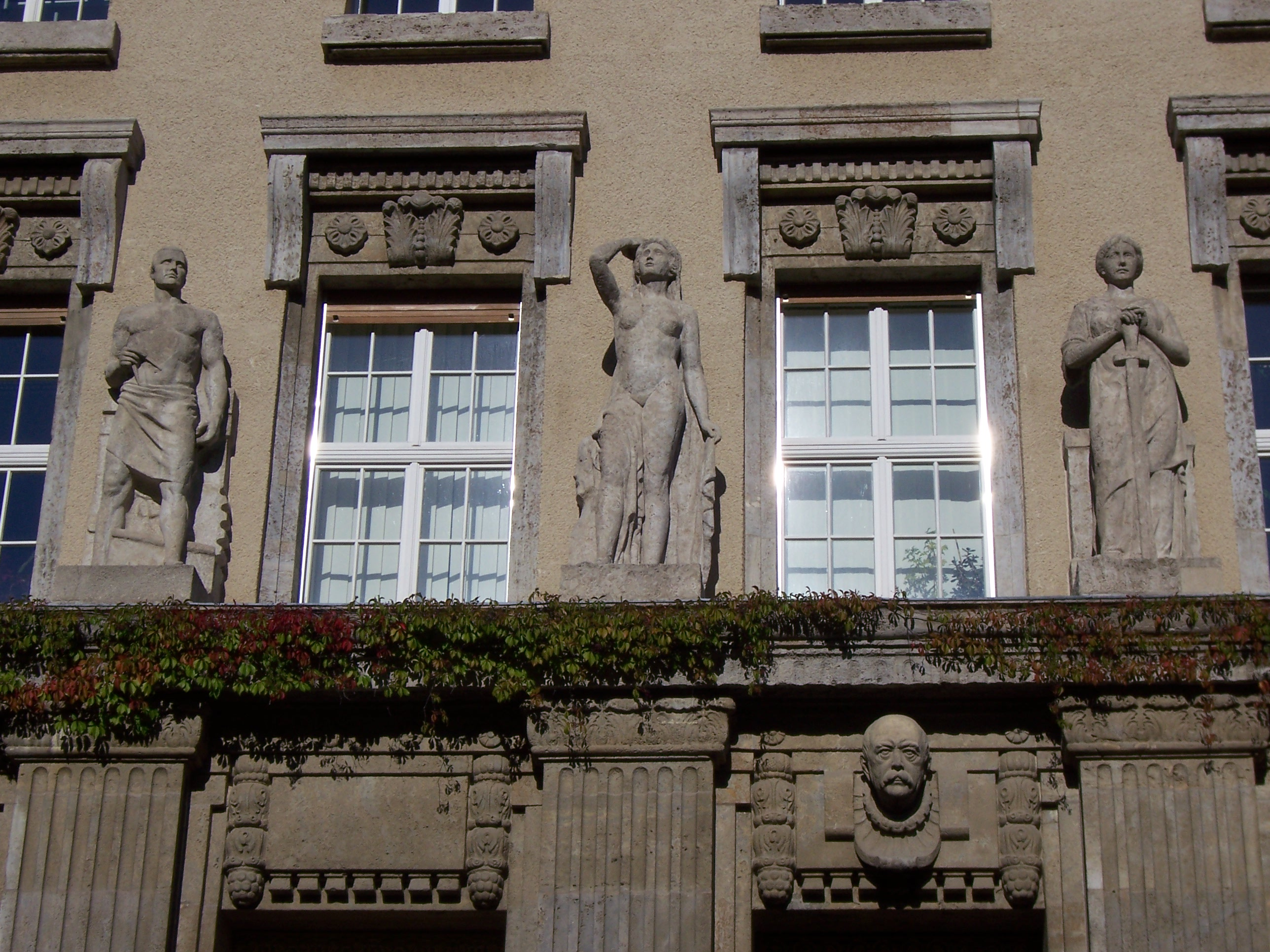
Die drei Fassadenfiguren von Felix Pfeifer und Adolf Lehnert symbolisieren die Technik, die Kunst und die Rechtswissenschaften.

Im Sommer 1912 einigten sich dann die Träger der neuen Bibliothek, der Börsenverein der Deutschen Buchhändler zu Leipzig, die Verlagsstadt Leipzig und das Königreich Sachsen auf die Bezeichnung Deutsche Bücherei. Am 25. September 1912 wurde im Börsenblatt für den Deutschen Buchhandel die Bekanntmachung über die Gründung der Deutschen Bücherei und deren Satzung veröffentlicht, nachdem am 19. September der Vertrags- und Satzungsentwurf fixiert worden war. Am 3. Oktober 1912 folgte die Unterzeichnung des endgültigen Gründungsvertrages durch die Träger der Institution. Am 13., 17. und 19. Dezember 1912 behandelten und billigten die beiden Kammern des Sächsischen Landtages die Vereinbarung.:S. 53 Am 1. Januar 1913 begann die Arbeit in dem Erweiterungsbau des Buchhändlerhauses am Gerichtsweg 26. Die Mitglieder des ersten geschäftsführenden Ausschusses sind auf einem Gemälde von Hugo Vogel, von Arthur Meiner gestiftet, von links nach rechts dargestellt: der Leipziger Kunstverleger Artur Seemann, der Dresdner Verleger Erich Ehlermann, der Leipziger Oberbürgermeister Rudolf Dittrich, der Ministerialdirektor im sächsischen Finanzministerium Max Otto Schroeder, der Erste Vorsteher des Börsenvereines Karl Sigismund (zentral in Bildmitte stehend), der Direktor der Universitätsbibliothek Leipzig Karl Boysen, der Abteilungsleiter der Königlichen Bibliothek zu Berlin Hans Paalzow und der Leipziger Verlagsbuchhändler Arthur Meiner. Zum ersten Direktor der Anstalt wurde Gustav Wahl berufen, dem 1917 Georg Minde-Pouet folgte. Von 1918 bis 1944 war unter anderem der Literaturwissenschaftler Arthur Luther als Bibliothekar angestellt.
Als Archiv des deutschsprachigen Schrifttums sollte die gesamte seit 1913 in Deutschland erschienene deutschsprachige und fremdsprachige Literatur sowie die ausländische Literatur in deutscher Sprache gesammelt, in einer Nationalbibliografie verzeichnet und als Präsenzbibliothek für jedermann zur freien Verfügung gestellt werden. Die Publikationen waren daher nach formalen und nicht nach inhaltlichen Kriterien zu sammeln. Damit erfüllte sie wesentliche Teile der Funktionen einer Nationalbibliothek. Das Ziel Gesamtarchiv des deutschen Schrifttums sowie der Anspruch bibliographisches Zentrum Deutschlands zu sein, führte die Deutsche Bücherei in eine starke Konkurrenzsituation zur Preußischen Staatsbibliothek, die bis Mitte des 20. Jahrhunderts dauerte.
Am 19. Oktober 1913, einen Tag nach der Einweihung des Völkerschlachtdenkmals, wurde der Grundstein auf dem ursprünglich vorgesehenen Grundstück gelegt. Am 30. April 1915 folgte anlässlich der Hauptversammlung des Börsenvereins der Deutschen Buchhändler der Schlussstein für das neue Bibliotheksgebäude.:S. 272 Eingebunden in das Festprogramm zeigte die Deutsche Bücherei im Deutschen Buchhändlerhaus vom 30. April bis zum 15. Mai 1915 in 36 Vitrinen ihre erste Kriegsausstellung zum Ersten Weltkrieg mit „deutschen, österreichischen und französischen Proklamationen sowie von russischer oder deutscher Seite in Ostpreußen und Belgien plakatierte militärische Bekanntmachungen“. Zwischen 1916 und 1918 bestand in der Deutschen Bücherei mit dem Buchprüfungsamt eine Militärzensurstelle. Außerdem wurden verschiedene Bibliographien für das Militär erarbeitet.:S. 164
Am Tag der Grundsteinlegung wurde die Gesellschaft der Freunde der Deutschen Bücherei gegründet. Diese sollte durch die Bereitstellung von finanziellen Mitteln die Entwicklung der Bibliothek großzügig fördern. Ende 1922 zählte die Gesellschaft über 3600 Mitglieder. Als Dank erhielten die privaten Spender literarisch oder künstlerisch wertvolle Jahresgaben, die nur zu diesem Zweck in limitierter Auflage hergestellt und nicht im Buchhandel vertrieben wurden.:S. 189
Das Hauptgebäude wurde in Leipzig am Deutschen Platz am 2. September 1916, dem sogenannten Sedantag, im Beisein des sächsischen Königs Friedrich August III. eingeweiht. Das Baugelände hatte die Stadt Leipzig zur Verfügung gestellt; die Kosten für das repräsentative Bibliotheksgebäude hatte der sächsische Staat übernommen. Der Börsenverein verpflichtete sich, die Bibliothek einzurichten, zu betreiben und zu verwalten. Einen gemeinsamen Unterhaltszuschuss von jährlich 200.000 Mark sagten außerdem die Stadt und das Land zu. Die Hauptgrundlage der Deutschen Bücherei waren die freiwilligen Übereinkünfte mit den deutschen Verlegern, die Bücherei kostenlos mit Belegexemplaren aus ihrer gesamten Verlagsproduktion zu beliefern.
Inflationsbedingt unzureichende Zuschüsse der Unterhaltsträger führten im Sommer 1920 beim Vorstand des Börsenvereins zu Überlegungen, die Deutsche Bücherei aufzulösen. Alternativ wurde die Verschmelzung mit der Universitätsbibliothek Leipzig geprüft, was aber aufgrund der verschiedenen Aufgaben der beiden Anstalten scheiterte. Ab 1919 bekam die Deutsche Bücherei finanzielle Beihilfen vom Deutschen Reich. Schließlich konnte das Reich Anfang 1923 als ständiger Kostenträger gewonnen werden, um das Weiterbestehen zu sichern. Gemäß einer Vereinbarung beteiligten sich das Deutsche Reich und der Freistaat Sachsen mit je zwei Fünfteln und die Stadt Leipzig mit einem Fünftel an den Verwaltungskosten. Eine Satzungsänderung des Deutschen Verlegervereins im Jahr 1925 verpflichtete außerdem jedes Mitglied des Börsenvereins, nach Erscheinen eines neuen Werkes oder einer neuen Auflage eines solchen ein Exemplar der Deutschen Bücherei unentgeltlich zur Verfügung zu stellen, was den Aufstieg der Bibliothek während der am 1. Oktober 1924 begonnenen dreißigjährigen Ära des Direktors Heinrich Uhlendahl maßgeblich förderte. Uhlendahl initiierte beispielsweise 1925 eine sogenannte Bücherlotterie, die einen Gewinn von 100.000 Mark zugunsten der Bücherei abwarf.
1921 begann die Deutsche Bücherei für den Börsenverein der Deutschen Buchhändler mit der Bearbeitung und Ausgabe bibliographischer Verzeichnisse der Literatur. Anfangs wurden die „Täglichen Verzeichnisse der Neuerscheinungen“ und die „Wöchentlichen Verzeichnisse der erschienenen und der vorbereiteten Neuigkeiten des Buchhandels“ herausgegeben. 1931 folgten die „Deutsche Nationalbibliographie“ in den Reihen A (Neuerscheinungen des Buchhandels) und B (Neuerscheinungen außerhalb des Buchhandels). Die Bearbeitung des „Halbjahresverzeichnisses der Neuerscheinungen des Deutschen Buchhandels“ und des „Deutschen Bücherverzeichnisses“ wurde nun auch übernommen. Das Sammelgebiet wurde 1927 um Dissertationen und andere Hochschulschriften wieder erweitert, nachdem seit 1920 aus Kostengründen darauf verzichtet worden war. 1925 ließ Uhlendahl eine Auskunftsstelle einrichten, die im Jahr 1932 18.993 schriftliche und telefonische Auskünfte erteilte. Die meisten Anfragen betrafen falsche bzw. unvollständige Titelangaben oder die Verwechslung von Verfassern. Daneben verfasste die Auskunftsstelle Literaturzusammenstellungen über Einzelprobleme und Nachweise von „Tatsachenmaterial verschiedenster Art“.:S. 1128
Nach dem Inkrafttreten des Gesetzes zur Bewahrung der Jugend vor Schund- und Schmutzschriften Anfang 1927 wurde an der Deutschen Bücherei eine Oberprüfstelle als Revisionsinstanz eingerichtet, die Anträge gegen Aufnahme einer Schrift in die Verbotsliste und auf Streichung von der Liste sowie über Beschwerden entschied. Die Bücherei richtete außerdem eine Sondersammlung der Schund- und Schmutzschriften ein. Heinrich Uhlendahl zählte zu den Mitgliedern der Oberprüfstelle.:S. 687

### 1933 bis 1945
Schon im März 1933 ließ Uhlendahl Schriften, „die mit den nationalen Bestrebungen der Regierung nicht vereinbar“ seien, aus den Lesesälen entfernen. Das sekretierte Schrifttum wurde in der Folge speziell gekennzeichnet, in gesonderten Verzeichnissen erfasst und in einem Geheimarchiv unter Verschluss gehalten.:S. 784 Im Oktober 1937 wurde reichsdeutschen Juden die Nutzung der Deutschen Bücherei verboten.:S. 805
Am 30. Juni 1933 wurde die Deutsche Bücherei, die zuvor aus dem Etat des Reichsministeriums des Innern mitfinanziert wurde, dem Reichsministerium für Volksaufklärung und Propaganda unterstellt. Zuständig war dort die Abteilung Schrifttum, die unter anderem das in Deutschland erscheinende Schrifttum zu kontrollieren hatte. Dagegen unterstanden die Universitäts- und Landesbibliotheken dem am 1. Mai 1934 gebildeten Reichsministerium für Wissenschaft, Erziehung und Volksbildung. Otto Erich Ebert, der seit 1920 an der Deutschen Bücherei angestellte Stellvertreter Uhlendahls, der Hilfsbibliothekar Bertold Altmann und drei weitere jüdische Mitarbeiter sowie aus politischen Gründen der Bibliothekssekretär Ernst Adler und zwei Arbeiter wurden zwischen 1933 und 1934 gemäß dem Gesetz zur Wiederherstellung des Berufsbeamtentums entlassen.:S. 585 Nachfolger von Ebert wurde 1934 der Bibliothekar und überzeugte Nationalsozialist Werner Rust. Der arbeitete zuvor an der Universitätsbibliothek der Friedrich-Wilhelms-Universität Berlin und trat im September 1932 der NSDAP bei.:S. 590 Rund 44 % der Mitarbeiter waren in der NSDAP und ihren angeschlossenen Verbänden organisiert, unter den wissenschaftlichen Bibliothekaren waren es 50 Prozent. 1934 gehörten von dreizehn Mitgliedern des geschäftsführenden Ausschusses mindestens sieben der NSDAP an. Mitglieder waren unter anderem Karl Baur, Rudolf Buttmann, Theodor Fritsch, Rudolf Kummer, Heinz Wismann und Wilhelm Baur der Vorsitzende.:S. 618
Mit dem Ziel einer Nationalbibliothek folgte eine Stärkung der Stellung der Bücherei im deutschen Bibliothekswesen. Eine Anordnung der Reichskulturkammer vom 20. September 1935 verpflichtete die ihr unterstellten Verbände, Verlage und Einzelpersonen zur Abgabe eines Pflichtexemplars der von ihnen herausgegebenen Schriften bei der Deutschen Bücherei. Mit dem „Gesetz über die Deutsche Bücherei in Leipzig“ vom 18. April 1940, das zum 31. März 1940 in Kraft trat, wurde sie schließlich zu einer rechtsfähigen Anstalt des öffentlichen Rechts umgewandelt, um eine Gleichstellung mit staatlichen Bibliotheken zu erreichen. Das gesamte bewegliche und unbewegliche Institutsvermögen, mit Ausnahme der buchhändlerischen Gesamtbibliographie, ging unentgeltlich vom Börsenverein in das Eigentum der Deutschen Bücherei über. Die Finanzierung erfolgte unverändert zu jeweils zwei Fünfteln durch das Reich und das Land Sachsen und zu einem Fünftel durch die Stadt Leipzig. Die neue Satzung bezeichnete die Deutsche Bücherei als Gesamtarchiv des deutschen Schrifttums und des deutschen Buchhandels sowie als Pflegestätte der deutschen Bibliographie.
Im Mai 1933 begann die Deutsche Bücherei auf Veranlassung des Kampfbundes für deutsche Kultur und des Börsenvereins der Deutschen Buchhändler mit der Zusammenstellung schwarzer Listen für den Buchhandel. Unter Leitung des Bibliothekars Wilhelm Frels wurden die vier Listen Sexualliteratur, Schöne Literatur, Politische Literatur und Jugendschriften für die Indizierung erstellt. Die Einzellisten wurden Anfang Herbst 1933 zu einer „Gesamtliste der unerwünschten Literatur“ zusammengefasst, die nach Autoren, Verlagen, Serien und Sammelwerken gegliedert war. Um negative Reaktionen des Auslandes zu vermeiden, wurden den Verlegern die betroffenen Werke in streng vertraulichen Einschreiben mitgeteilt.:S. 695
Anfang 1934 begann die Deutsche Bücherei offiziell unter der Leitung des Bibliothekars Hans Cordes mit den Arbeiten an der bibliographischen Gesamtschau des NS-Schrifttums. Ab April 1934 leitete Werner Rust die Arbeiten an der NS-Bibliographie. Ab Mitte 1934 übernahm die Parteiamtliche Prüfungskommission zum Schutze des nationalsozialistischen Schrifttums die politische Bearbeitung und richtete im Februar 1935 in der Deutschen Bücherei eine Abteilung ein. Die Deutsche Bücherei war noch für die bibliographischen Arbeiten zuständig.:S. 913
Während der Zeit des Nationalsozialismus verfolgte die Deutsche Bücherei aber weiterhin das Ziel der Vollständigkeit des gesamten deutschsprachigen Schrifttums. Folglich sammelte sie auch die außerhalb Deutschlands erschienenen Werke der geflohenen, ausgebürgerten, vertriebenen Autoren, unter anderem durch Kauf der Publikationen im Ausland. Allerdings durften die Werke nicht mehr lückenlos in die Verzeichnisse mit kommerziellen Funktionen, das „Tägliche Verzeichnis“ und die „Nationalbibliographie A“ (wöchentliches Verzeichnis), aufgenommen werden.
Nachdem es seit 1934 eine Zusammenarbeit mit der Leipziger „Arbeitsstelle für Schrifttumsbearbeitung“ des Sicherheitsdienstes (SD) unter Leitung von Wilhelm Spengler gab, folgte ab März 1936 die Einrichtung einer als „Verbindungsstelle an der Deutschen Bücherei“ bezeichneten Außenstelle des SD mit Arbeitsräumen im Gebäude der Deutschen Bücherei. Der SD benutzte zur Überwachung politischer Gegner die Deutsche Bücherei als Informationsquelle. Die Tätigkeit umfasste die Datenbeschaffung über Neuerscheinungen, das Erstellen von Dossiers zur Ergänzung von Personengutachten, Lage- und Schrifttumsberichte mit Hinweisen auf potentiell gefährliche Personen und Vereinigungen einschließlich Vorschlägen zur Überwachung und die Empfehlungen zum Verbot von politisch und weltanschaulich nicht passenden Veröffentlichungen.:S. 759 Die Entscheidung über die bibliographische Anzeige von Neueingängen und die Selektion des nichtdeutschen Schrifttums oblag ab 1936 für etwa ein Jahr dem abkommandierten SS-Hauptscharführer Heinz Lämmel. Nicht zum deutschen Schrifttum zählte im Jahr 1936 der zuständige Abteilungsleiter im Reichsministerium für Volksaufklärung und Propaganda Heinz Wismann in Deutschland verbotene Bücher, Bücher, die von Emigranten geschrieben waren, Bücher deutschfeindlichen Inhaltes und Bücher, in denen bolschewistische Theorien vertreten wurden. 1937 ergänzte Wismann seine Anweisung der Geheimhaltung um Werke jüdischer Verfasser über jüdische Themen. 5485 Titel wurden bis 1945 als geheim deklariert, die Aufnahme in ein Verzeichnis untersagt und die Benutzung überwacht.
Ab 1933 schloss die Deutsche Bücherei ihre Bestandslücken mit Hilfe der NS-Behörden, die ihr, wie auch anderen Bibliotheken, beschlagnahmte Literatur aus Privatsammlungen, Museen, Bibliotheken und Archiven zukommen ließ. Die wurde als Geschenk deklariert und in die Bestände eingeordnet.:S. 835 Nach dem „Anschluss Österreichs“ im März 1938 beschlagnahmten der Sicherheitsdienst und die Gestapo etwa zwei Millionen Bände. Mit der Leitung einer Sichtungs- und Ordnungsaktion der „Bücherverwertungsstelle Wien“ beauftragte das Reichsministerium für Volksaufklärung und Propaganda den Leiter der Erwerbungsabteilung der Deutschen Bücherei Albert Paust.:S. 845 Ein Großteil der Bücher wurde eingestampft, 5000 Bände wurden während der Tätigkeit Pausts unter anderem an das Propagandaministerium, den Sicherheitsdienst und die Gestapo sowie an die Nationalbibliothek Wien, die Universitätsbibliothek Wien und die Deutsche Bücherei verteilt.:S. 860 Bisher (Stand: 2021) konnten rund 500 Bände identifiziert werden, die aus dieser Quelle in die Deutsche Bücherei gelangten.
Im Jahr 1938 hatte die Deutsche Bücherei einen Bestand von 1,5 Millionen Bänden und 177 Mitarbeiter im Jahr 1940.:S. 632 Anlässlich des fünfundzwanzigjährigen Bestehens übereignete am 15. Mai 1938 das Germanische Museum in Nürnberg die Reichsbibliothek der Deutschen Nationalversammlung zu Frankfurt am Main von 1848 mit 4600 Bänden und den Originalkatalogen der Deutschen Bücherei.:S. 279 Die durch den Buchhändler Heinrich Wilhelm Hahn initiierte und durch den Bibliothekar Johann Heinrich Plath betreute Reichsbibliothek war als Spende des deutschen Buchhandels für einen ersten Grundstock einer deutschen Nationalbibliothek gedacht. Von 1939 bis 1944 erstellte die Bücherei monatlich eine Liste der in der Deutschen Bücherei unter Verschluss gestellten Druckschriften, die nur für den dienstlichen Gebrauch von Behörden und wissenschaftlichen Bibliotheken veröffentlicht wurde. 1942 wurde das Sammelgebiet rückwirkend ab 1941 erweitert auf die Übersetzungen deutscher Werke in fremde Sprachen und die fremdsprachigen Werke über Deutschland und deutsche Persönlichkeiten. Während die Zahl der Benutzer nach einem Höchstwert von 401.900 im Jahr 1931 rückläufig war erreichte die Zahl der Auskünfte der Auskunftsabteilung 1941 mit 74.215 ihren höchsten Wert. Die Benutzerzahl betrug noch 33.059. Ab 1933 hatten die Anfragen zunehmend politischen Charakter. In den 1940er Jahren nutzten verstärkt Behörden und Wehrmachtsdienststellen die Informationsdienstleistungen der Deutschen Bücherei.:S. 1128
Im Januar 1942 richtete das Reichsministerium für Volksaufklärung und Propaganda als Verbindungsstelle ein Erkundungsreferat in der Deutschen Bücherei ein, deren Leitung Wilhelm Emrich oblag. Der Referent sollte unter anderem die deutschsprachigen Neuerscheinungen überwachen und die sogenannte Judenbibliographie betreuen.:S. 1112 Um „alle jüdischen Autoren deutschsprachiger Bücher“ und Universitätsschriften festzustellen und „alle jüdisch-deutschen Mischehen in ihren Nachkommensverhältnissen und Verzweigungen“ zu untersuchen hatte das Reichsministerium zuvor im Jahr 1941 die Deutsche Bücherei mit der Bearbeitung einer „Bibliografie des jüdischen Schrifttums in deutscher Sprache“ beauftragt. Dies erfolgte bis 1944 durch den Bibliotheksrat Johannes Ruppert. Zwischen 1942 und 1945 wurden insgesamt 23 französische, kriegsgefangene Offiziere, insbesondere in der Buchbinderei, eingesetzt.:S. 1065 Im Dezember 1943 kam es nach einem Luftangriff zu Brandschäden, durch die rund 50.000 gestapelte Zeitschriftenbände und 14 Arbeitsräume vernichtet wurden. Dies hatte im Sommer 1944 die Verlagerung von 1,6 Millionen Bänden nach zehn Ausweichstellen zur Folge.

### 1945 bis 1990

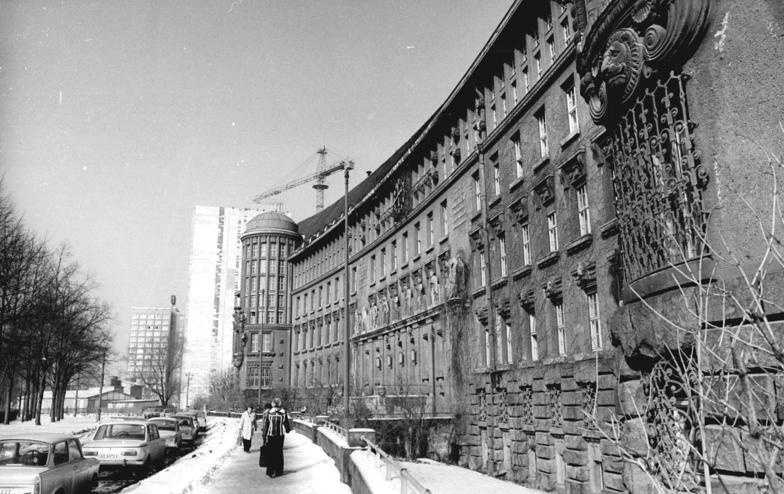
Deutsche Bücherei 1979 mit drittem Erweiterungsbau

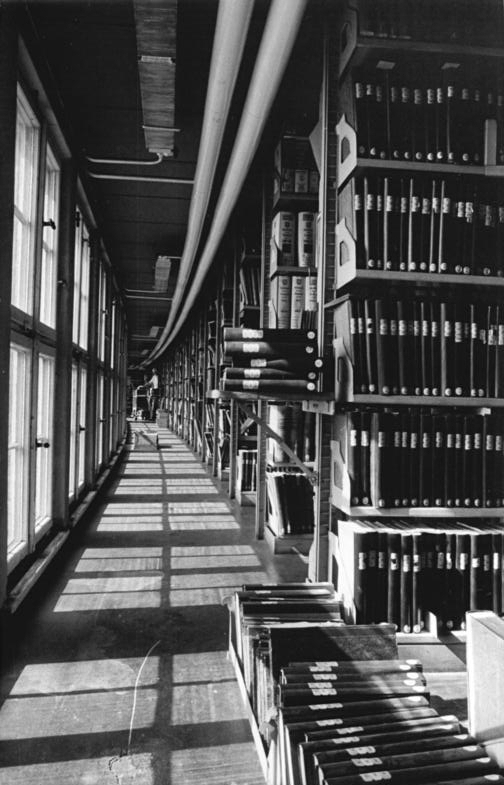
Magazine im Hauptgebäude

Am 7. September 1945 erließ Wassili Danilowitsch Sokolowski, Stellvertreter des obersten Chefs der Sowjetischen Militäradministration in Deutschland (SMAD), den Befehl Nr. 12 zur „Wiedererrichtung der Leipziger Bibliothek“.:S. 73 Im September 1945 wurden die ausgelagerten Bücher – die Bestände der Deutschen Bücherei waren unter allen deutschen, wissenschaftlichen Bibliotheken am wenigsten von den Folgen des Zweiten Weltkriegs betroffen – zurücktransportiert. Am 24. November 1945 folgte die Wiedereröffnung der seit Anfang 1944 geschlossenen Bücherei, zur Nutzung durch die SMAD als bibliographisches Auskunfts- und Informationszentrum. Ab September 1947 hatte die Allgemeinheit wieder Zugang zur Deutschen Bücherei.:S. 82
Im Zuge der 1945 durchgeführten Entnazifizierungsverfahren wurden 80 von etwa 220 Mitarbeiterinnen und Mitarbeitern aufgrund ihrer Mitgliedschaft zu NS-Organisationen entlassen. Leiter der Deutschen Bücherei blieb Heinrich Uhlendahl. Im August 1945 wurde die Deutsche Bücherei dem Ministerium für Volksbildung der Landesverwaltung Sachsens unterstellt und ab März 1951 der Leitung und Aufsicht des Staatssekretariats für Hochschulwesen, ab 1958 der des Staatssekretariats für das Hoch- und Fachschulwesen beziehungsweise ab 1967 des Ministeriums für Hoch- und Fachschulwesen der DDR. Die Deutsche Bücherei hatte eine zentrale Stellung für die Versorgung von Wissenschaft und Praxis in der DDR inne. Bei Gesamtausgaben von rund drei Millionen Mark beschäftigte sie 1961 340 Mitarbeiter. 1977 betrug der Etat 7,5 Millionen Mark und es gab 500 Mitarbeiter.
Auf Anweisung der Abteilung Volksbildung der Sowjetischen Militäradministration erstellte und veröffentlichte die Deutsche Bücherei zwischen 1946 und 1952 eine „Liste der auszusondernden Literatur“, die später 38.700:S. 281 Bücher und Zeitschriften mit „faschistischem oder militaristischem“ Inhalt umfasste und als Grundlage zur Säuberung von Bibliotheken diente. In der Deutschen Bücherei kamen die Publikationen in den auch als Sperrbibliothek bezeichneten, unter Verschluss gehaltenen Bestand, später in die „Abteilung für spezielle Forschungsliteratur“. Eine zweite Gruppe ausgesonderter Literatur umfasste politische Literatur mit sogenanntem „antidemokratischen“ Charakter, die Ende 1989 etwa 100.000 Bände umfasste. Als dritte Gruppe war pornografische Literatur seit längerem in speziellen Magazinen aufbewahrt worden. Dissertationen mit Vertraulichkeitsgrad wurden ab 1977 nicht mehr ordnungsgemäß inventarisiert. Bücher aus DDR-Verlagen von Autoren, die die DDR verlassen hatten, wurden gesperrt. Die Sekretionen führten besonders ausgewiesene Mitarbeiter der Bücherei eigenständig durch. Die Entscheidung oblag dem Leiter des Sperrmagazins. Kriterien für die Sekretierung existierten bis auf die „Liste der auszusondernden Literatur“ nicht. Gemäß der Benutzungsordnung vom 1. Januar 1974 waren „Bücher, die faschistische, militaristische, antikommunistische, neofaschistische, neokolonialistische, und andere undemokratische Ideen zum Ausdruck bringen“ abzusondern. Die Titel mussten umgehend inventarisiert und anschließend in Stahlschränken verwahrt werden. Etwaige Bindearbeiten durften nur im Haus erfolgen.:S. 571 Unterschiede zwischen offizieller Literaturpolitik und Ausleihpraxis in der Deutschen Bücherei kamen aber vor.:S. 572 Die Magazinräume des „Sachgebietes für spezielle Forschungsliteratur“ befanden sich im damaligen 6. Obergeschoss, darüber der separate Lesesaal. Die Einsichtnahme war nur einem eingeschränkten Benutzerkreis möglich, der die Notwendigkeit nachweisen musste und eine Genehmigung des Generaldirektors Rötzsch benötigte.
Nach dem Tod von Heinrich Uhlendahl Ende Dezember 1954 wurde im September 1955 Curt Fleischhack zum neuen Hauptdirektor berufen. Diesem folgte 1961 Helmut Rötzsch. Ab dem 1. September 1955 regelte eine Durchführungsbestimmung, die im Juli 1960 durch eine neue Anordnung ersetzt wurde, die Ablieferung von Pflichtexemplaren aus der DDR-Verlagsproduktion an die Deutsche Bücherei. 85 % der sammelpflichtigen, westdeutschen Literatur wurde der Deutschen Bücherei freiwillig und kostenlos von den Verlegern aus der Bundesrepublik Deutschland geliefert. Die Motive der Verleger waren neben Traditionsbewusstsein vor allem die Aufnahme ihrer Werke in die Deutsche Nationalbibliographie, die im Vergleich zur Deutschen Bibliographie der Deutschen Bibliothek qualitativ besser war für Werbezwecke. Da die Nationalbibliographie das gesamte Verlagsschrifttum der DDR beinhaltete, diente sie auch zur Information für Geschäfte mit den Staaten des Ostblocks.:S. 671 Zur Literaturbeschaffung standen jährlich eine Million Mark der DDR und 450.000 Deutsche Mark zur Verfügung. Im Zeitraum von 1961 bis 1989 hatte sie an westdeutscher Literatur 1,97 Millionen Neuzugänge, aus der DDR-Produktion gingen 0,84 Millionen Exemplare (einschl. Zweitexemplare) ein. Mit Hilfe einer Sondereinfuhrgenehmigung durfte sie Druckerzeugnisse, Schallplatten, andere Tonträger, Filme und Dias ohne Wertung des Inhalts in die DDR einführen beziehungsweise erhalten. 1982 besaß die Bücherei einen Gesamtbestand von 4,3 Millionen Bänden. 1956 wurde eine technisch-wissenschaftliche Auskunfts- und Beratungsstelle eingerichtet, die Auskünfte und Literaturzusammenstellungen vor allem für die Industrie und Landwirtschaft erteilen und bearbeiten sollte.
Am 2. Dezember 1950:S. 282 wurde der Deutschen Bücherei das 1884 vom Zentralverein für das gesamte Buchgewerbe gegründete Deutsche Buch- und Schriftmuseum als Abteilung eingegliedert. Anfang April 1953 wurden außerdem die Restbestände, rund 20.000 Bände, der Bibliothek des Börsenvereins der Deutschen Buchhändler zu Leipzig übernommen. Im Dezember 1943 waren durch einen Luftangriff drei Viertel des ehemaligen buchhistorischen Bestandes der Bibliothek im Buchhändlerhaus zerstört worden. Im Jahr 1964 folgte die Eingliederung des Deutschen Papiermuseums als Sachgebiet des Deutschen Buch- und Schriftmuseums.
Bis zum Machtwechsel von Walter Ulbricht zu Erich Honecker im Jahr 1971 waren der Generaldirektor Helmut Rötzsch und sein Stellvertreter Helmut Lohse als IM des MfS der DDR tätig. Danach wurden 15 weitere IM – vor allem im Leitungspersonal – angeworben.:S. 544
Leiter der Abteilung Bibliographie war seit 1961 der Bibliothekswissenschaftler Gerhard Pomaßl. Da die Elektronische Datenverarbeitung ab 1971 nur unzureichend zur Anwendung kam, dauerten die Bearbeitungszeiten der Bibliographien trotz verstärktem Personaleinsatz bei wachsendem Buchmarkt im Vergleich mit der Deutschen Bibliothek in Frankfurt am Main immer länger. Die Bearbeitungsrückstände führten zu einem starken Verlust an Aktualität.:S. 669 Die Anwendung der EDV blieb bis Ende der 1980er Jahre auf die Bibliographien begrenzt.

### Nach 1990
Nachdem die Deutsche Bücherei nach dem Zweiten Weltkrieg in der Sowjetischen Besatzungszone gelegen war, war im Zuge der Ost-West-Teilung 1947 in der damaligen Bizone in Frankfurt am Main eine zweite Nationalbibliothek mit dem Namen Deutsche Bibliothek gegründet worden. Im Einigungsvertrag wurde 1990 die Zusammenführung der Leipziger und der Frankfurter Institution (einschließlich des Deutschen Musikarchivs in Berlin) zur DDB (Die Deutsche Bibliothek) geregelt. Sitz der Bibliothek wurde Frankfurt. Die Deutsche Bücherei hatte zu diesem Zeitpunkt 8,8 Millionen Medieneinheiten und 540 Mitarbeiter:S. 537. Die Anzahl der Mitarbeiter wurde in der Folge in Leipzig stark vermindert. Ende des 20. Jahrhunderts besaßen die Bibliotheksmagazine eine Kapazität von rund 12 Millionen Bänden.
Mit dem Inkrafttreten eines neuen Gesetzes über die Zuständigkeit und Organisation der deutschen Nationalbibliothek zum 29. Juni 2006 wurde die Institution in Deutsche Nationalbibliothek umbenannt. Mit einem Bestand von 16,23 Millionen Medien (Stand: 2010) ist die Deutsche Bücherei, die inzwischen offiziell als Deutsche Nationalbibliothek in Leipzig bezeichnet wird, die größte Bibliothek Deutschlands und der größere Standort der Deutschen Nationalbibliothek.
In Leipzig werden die beiden Pflichtexemplare der Verlage aus den Bundesländern Berlin, Brandenburg, Mecklenburg-Vorpommern, Nordrhein-Westfalen, Sachsen, Sachsen-Anhalt und Thüringen formal und sachlich erschlossen. Das Zweitexemplar wird anschließend nach Frankfurt weitergegeben. Außerdem ist der Standort zuständig für das Archivieren der nur in einem Exemplar gesammelten deutschsprachigen Veröffentlichungen des Auslands, der Übersetzungen aus dem Deutschen und der fremdsprachigen Germanica.
Die Deutsche Bücherei übernahm bis 2004 innerhalb der DDB die Funktion als internationale Depotbibliothek. Vor der Wiedervereinigung wurden von UNO, UNESCO und WTO beide Standorte als Depotbibliothek angesehen.
Neben dem Deutschen Buch- und Schriftmuseum als Dokumentationszentrum für Buchkultur mit 782.000 Studiensammlungen befindet sich die Sammlung Exil-Literatur 1933–1945 und die Anne-Frank-Shoah-Bibliothek, eine internationale Fachbibliothek zur Dokumentation der Verfolgung und Vernichtung der Juden, in Leipzig. Das Deutsche Musikarchiv mit 1,68 Millionen Musiktonträgern und Musikalien zog im Rahmen der Errichtung des vierten Erweiterungsbaus 2011 von Berlin nach Leipzig um und wurde mit der Leipziger Musikalien- und Tonträgersammlung zusammengeführt. Die aus der Restaurierungswerkstatt, die 1964 eingerichtet wurde, im Jahr 1992 hervorgegangene Abteilung „Zentrum für Bucherhaltung“ wurde 1998 als privatwirtschaftlich geführtes Zentrum für Bucherhaltung ausgegründet.

## Gebäude
Als Bauplatz für den Bibliotheksneubau stellte die Stadt Leipzig ein Grundstück mit 12.500 Quadratmeter Größe an der Karl-Siegesmund-Straße, neben der damaligen Samuel-Heinicke-Hörgeschädigten-Schule, unentgeltlich zur Verfügung. Die zugehörigen Baupläne entwarf der Leiter des gesamten sächsischen Hochbauwesens Edmund Waldow, unter Mitwirkung des Bauamtmanns Oskar Pusch.

### Hauptgebäude

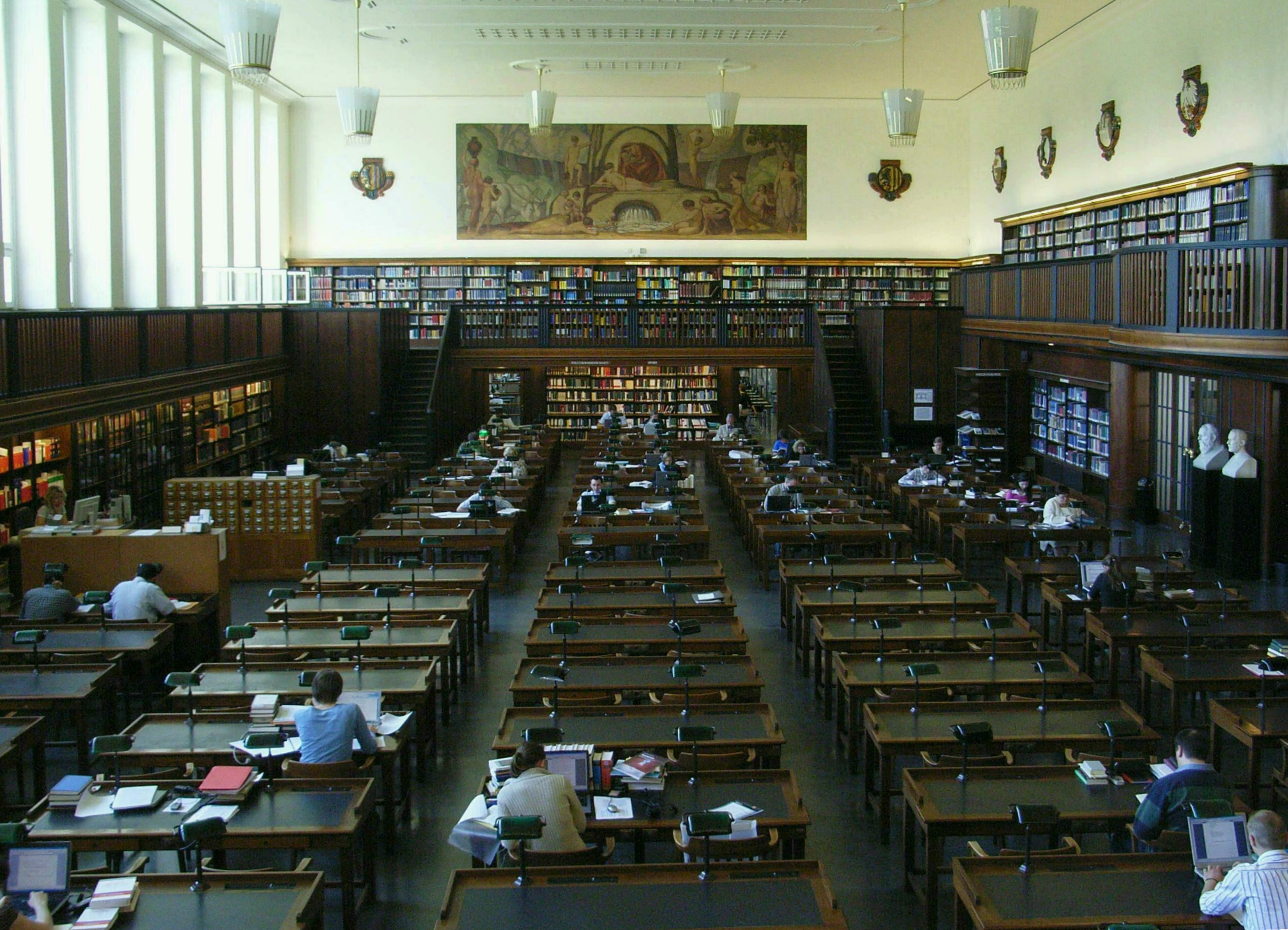
Großer Lesesaal

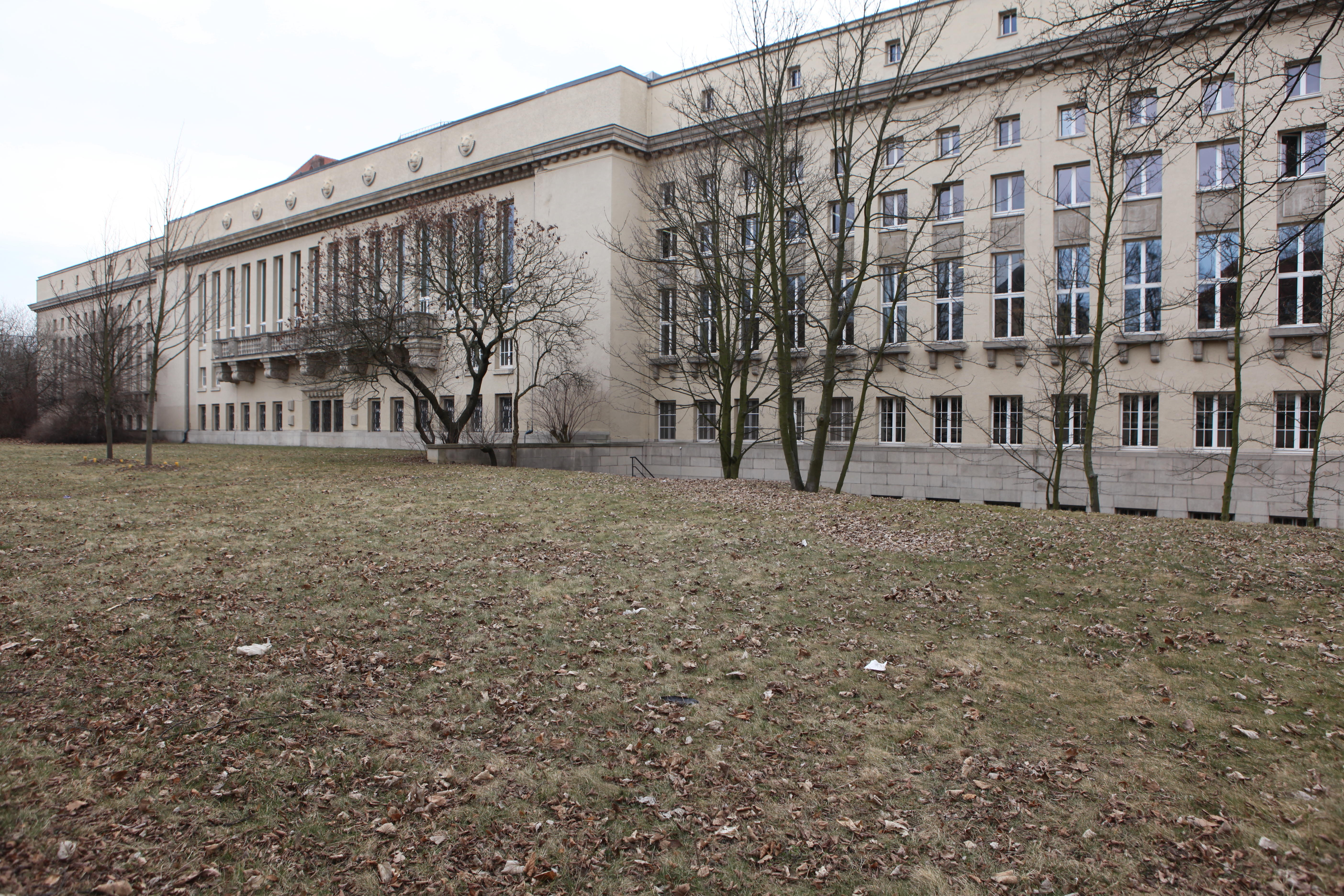
Fassade Philipp-Rosenthal-Straße

Wachsende Kritik an der zukünftigen versteckten Lage der Bibliothek, gegenüber der Hinterfront der damaligen Reitzenhainer Straße gelegen, führten dann dazu, dass am 11. Februar 1914 ein neues, 16.850 Quadratmeter großes Areal an der repräsentativen Achse zwischen Völkerschlachtdenkmal und dem Neuen Rathaus, an der Straße des 18. Oktobers neuer Standort wurde. Das erforderte neue Baupläne, die Pusch nach dem Rücktritt von Waldow alleine erstellte. Die Bauleitung oblag dem Leipziger Baurat Karl Julius Baer und dem Baumeister Karl Schmidt. Die zweite Grundsteinlegung folgte am 21. Juli 1914. Am 30. April 1915 war der Rohbau fertiggestellt und am 2. September 1916 die feierliche Einweihung. Auf einer Grundfläche von 4.148 Quadratmetern war ein umbauter Raum von 76.736 Kubikmeter errichtet worden. Die Decken wurden in Eisenbeton hergestellt. Die Außenwände im ersten und zweiten Obergeschoss sind gemauert, sonst bestehen sie aus Eisenbeton. Sie haben eine Natursteinverkleidung oder sind verputzt. Die Kosten des ersten Bauabschnitts betrugen 2,2 Millionen Mark.
Die symmetrische Hauptfassade des im modernen Frührenaissancestils errichteten Gebäudes ist 120 Meter lang und im Grundriss leicht konkav gekrümmt. Der Haupteingang in der Mittelachse steht am Deutschen Platz. Das maximal 22 Meter hohe Bauwerk umfasste anfangs das Frontgebäude, mit Keller und Dachgeschoss insgesamt neun Stockwerke hoch, in dem die Verwaltungsräume und in den oberen Etagen die Magazine für 1,23 Millionen Bände untergebracht waren. Hinter dem mittleren Abschnitt steht das Treppenhaus, gefolgt von einem 19 Meter breiten und 20 Meter langen, fünfgeschossigen Zwischentrakt an den als Mittelpunkt der hinteren Anbauten der Lesesaaltrakt anschließt. Neben dem 614 Quadratmeter großen Lesesaal gab es anfangs noch den 364 Quadratmeter großen Zeitschriftenlesesaal im ersten Obergeschoss des Zwischenbaus. Der Lesesaaltrakt sollte später bei den für alle zwanzig Jahre vorgesehenen Erweiterungen mit Magazinanbauten umbaut werden.
Über dem Haupteingang des Gebäudes befinden sich Büsten von Otto von Bismarck, Johannes Gutenberg und Johann Wolfgang von Goethe, letztere vom Dresdner Bildhauer Fritz Kretzschmar signiert. Statuen von Adolf Lehnert und Felix Pfeifer repräsentieren die Technik, Kunst, Justiz, Philosophie, Theologie und Medizin, seitlich flankiert von Wappenhaltern von Johannes Hartmann mit den Wappen der Stadt Leipzig (links) und des Börsenvereins (rechts). Die über dem Haupteingang stehenden Sätze lauten: „Körper und Stimme leiht die Schrift dem stummen Gedanken, durch der Jahrhunderte Strom trägt ihn das redende Blatt.“ und „Freie Statt für freies Wort, freier Forschung sichrer Port, reiner Wahrheit Schutz und Hort“. Der erste Vers stammt von Friedrich Schiller, der zweite wurde vom damaligen sächsischen Minister Graf Vitzthum von Eckstädt zur Grundsteinlegung vorgetragen. Über dem Portal ist eine große, schmiedeeiserne Fassadenuhr mit vergoldeten Ziffern und Zeigern angebracht. Sie hat einen Durchmesser von vier Metern und stammt vom Leipziger Schlossermeister Hermann Kayser.
Die Fassade des großen Lesesaales in der Philipp-Rosenthal-Straße ist verputzt und hat einen 27 Meter langen und 1,5 Meter breiten Balkon als markantes Gestaltungselement. Sieben gewulstete Konsolen tragen den Balkon mit seiner steinernen Balustradenbrüstung. Die Verblendung über den Lesesaalfenstern dekorieren sieben Löwenkopfmasken in Medaillonform.
Im heutigen geisteswissenschaftlichen, dem großen Lesesaal befindet sich ein im Jugendstil geschaffenes Gemälde von Ludwig von Hofmann, das Arkadien darstellt und von November 1917 bis Juli 1920 geschaffen wurde (ein Schwestergemälde auf der anderen Seite des Saales wurde im Zweiten Weltkrieg zerstört). Im ersten Stock des Gebäudes im Treppenhaus befindet sich ein Wandgemälde, ein Gruppenbild mit den Mitgliedern des Ersten Geschäftsführenden Ausschusses der Deutschen Bücherei.

### Erste Erweiterung
Der Bedarf an Lesesaalplätzen, Verwaltungs- und Magazinräumen für weitere 15 Jahre erforderte bei einem jährlichen Zuwachs von 50.000 Bänden planmäßig die erste Erweiterung 20 Jahre nach der Eröffnung des Bibliothekneubaus. Da die Baukosten vom Reichsarbeitsministerium auf 600.000 Reichsmark gedeckelt wurden, entfielen die oberen Geschosse. An deren Stelle wurde ein provisorisches Dach errichtet. Mit 1036 Quadratmeter bebauter Fläche und 16.636 Kubikmeter umbautem Raum wurde der Südostflügel zwischen 1934 und 1936 gebaut. Die Baumaßnahme bestand aus einem kleinen Lesesaal mit 267 Quadratmeter Fläche, im Stil der Neuen Sachlichkeit gestaltet, und aus einem Magazintrakt für 750.000 Bände, der nur bis zum zweiten Obergeschoss errichtet wurde. Der Baukörper wurde im Anschluss an den großen Lesesaal gebaut und reichte winkelförmig bis zum Vorderbau, wodurch ein Innenhof entstand. Oskar Pusch und Karl Julius Baer übernahmen wieder die Bauleitung. Im Zweiten Weltkrieg wurde der Gebäudekomplex durch Brände im Dachstuhl, im Großen Lesesaal und im Keller beschädigt. Der neue Lesesaal war an den beiden Stirnseiten mit je einem Gemälde des Malers und SA-Mannes Clemens Kaufmann im Stil des nationalsozialistischen Realismus versehen. Aufgrund einer unzureichenden Qualität befahl Joseph Goebbels die Entfernung der Bilder, die vor Eröffnung des neuen Lesesaals überstrichen wurden.

### Zweite Erweiterung
Die zweite Erweiterung mit 1243 Quadratmeter bebauter Fläche und Platz für etwa eine Million Bücher wurde zwischen 1959 und 1963 durchgeführt. Sie umfasste in der ersten Bauetappe den Nordwestflügel mit dem Flügelbau und dem Lesesaalanbau. Die Bauleitung hatte der Leipziger Bauingenieur Gerhart Helmer. Oskar Pusch wirkte beratend mit. Der Flügelbau war im Erd- und ersten Obergeschoss für das Deutsche Buch- und Schriftmuseum und in den übrigen vier Stockwerken für Büchermagazine vorgesehen. Der Lesesaalanbau erhielt unter anderem im Sockelgeschoss einen Kultur- und Speiseraum mit Großküche sowie einen weiteren kleinen Lesesaal für die technisch-wissenschaftliche Literatur. Die zweite Bauetappe bestand aus der Aufstockung des Südostflügels von 1936 zur Erweiterung der Büchermagazine. Umbauten im Vordergebäude schlossen die Baumaßnahmen, die 8,5 Millionen Mark kosteten, ab. Damit besaß der Gebäudekomplex wieder eine symmetrische Grundform mit einer 63 Meter tiefen Mittelachse. Die bebaute Fläche betrug insgesamt 6484 Quadratmeter.

### Dritte Erweiterung

Magazinturm und Büchertransportanlage der Deutschen Bücherei vor dem Umbau 2009/2010

Pusch ging im Jahre 1914 in seinem Entwurf des Gesamtkomplexes von einem Endausbau mit einer bebauten Fläche von 9064 Quadratmetern für einen Bestand von zehn Millionen Bänden aus. Dabei wurde ein jährlicher Zuwachs von 50.000 Büchern angesetzt. Die sukzessive Erweiterung der Sammelgebiete der Bibliothek bei zugleich stark wachsender Buchproduktion machten jedoch Ende der 1970er Jahre eine dritte, vom ursprünglichen Entwurf abweichende Erweiterung notwendig. Nach Plänen und unter der Leitung des Architekten Dieter Seidlitz wurde 55 Meter westlich vom Hauptgebäude ein siloartiger Magazinturm aus Stahlbeton erbaut, der rund fünf Millionen Bänden Platz bietet. Seine Grundsteinlegung war am 7. Juni 1977, das Richtfest am 22. November 1978 und die Einweihung am 9. Dezember 1982; die Baukosten betrugen 25 Millionen Mark der DDR.
Der Turm besteht aus einem 55 Meter hohen Kern, um den sich fünf vertikale Segmente mit Höhen von 41,5 bis 51,4 Meter gruppieren. Für das sozialistische Städtebaubild hatte der Magazinturm als Schlussstein einer nahegelegenen Reihe neu errichteter Wohnhochhäuser entlang der Straße des 18. Oktober eine wichtige Funktion. Seine fensterlose Fassade wurde mit etwa 50.000 Fliesen aus Betonwerkstein in weißlichen und grauen Farbtönen verkachelt. Der Leipziger Künstler Arnd Schultheiß ordnete die Platten zu geometrischen Mustern. In etwa zehn Meter Höhe befand sich eine freitragende, 55 Meter lange und 2,88 Meter breite Verbindungsröhre zum Altbau, durch die eine Förderbandanlage den automatischen Büchertransport zwischen den Gebäuden ermöglichte. Der Magazinturm hat 14 Geschosse und 9 Zwischengeschosse.

### Sanierung
Im Jahr 1991 begann eine Grundsanierung und Rekonstruktion des unter Denkmalschutz stehenden Bibliotheksgebäudes. Diese dauerte bis 2004 und kostete rund 26 Millionen Euro.

### Vierte Erweiterung

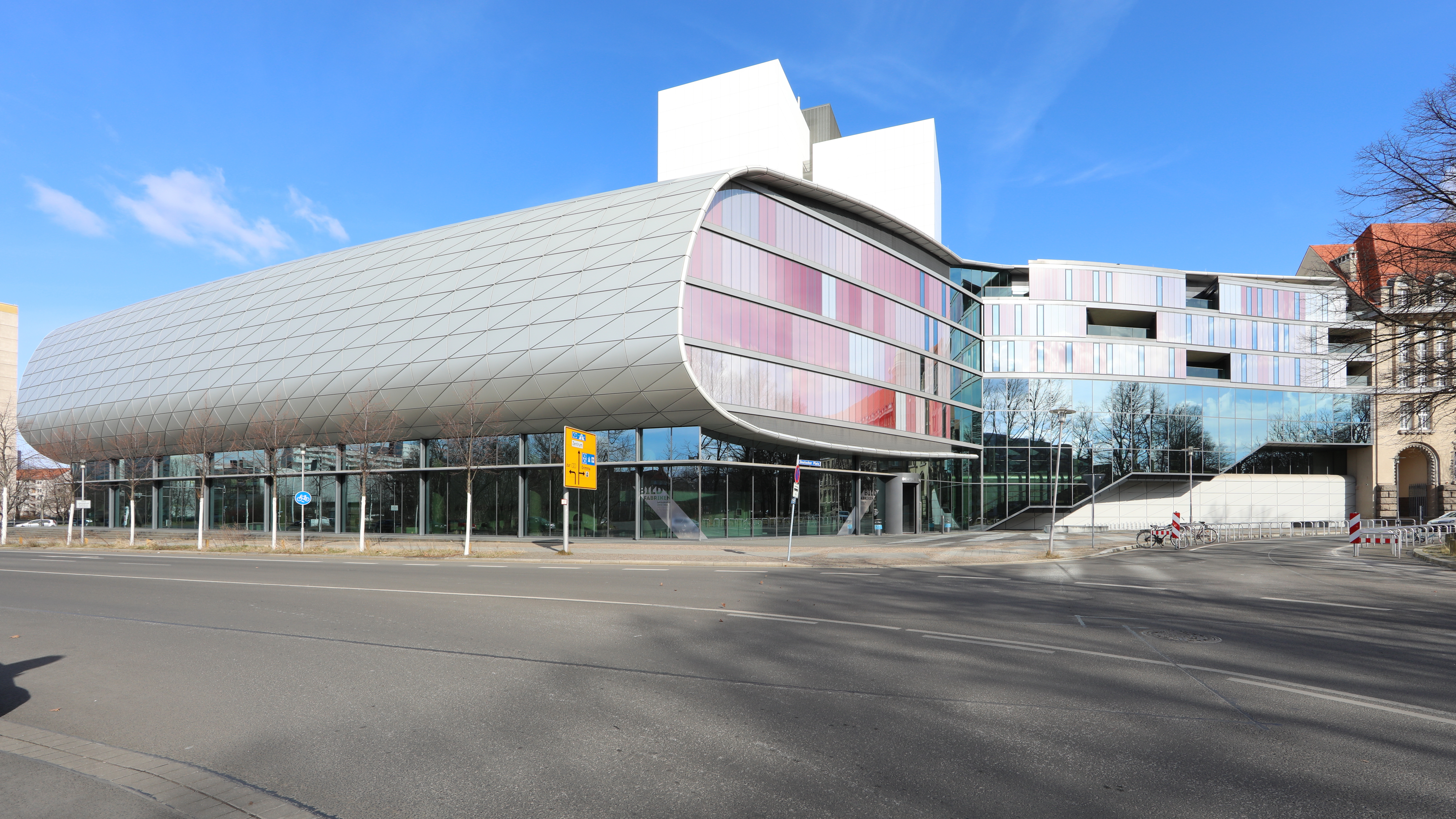
Vierte Erweiterung

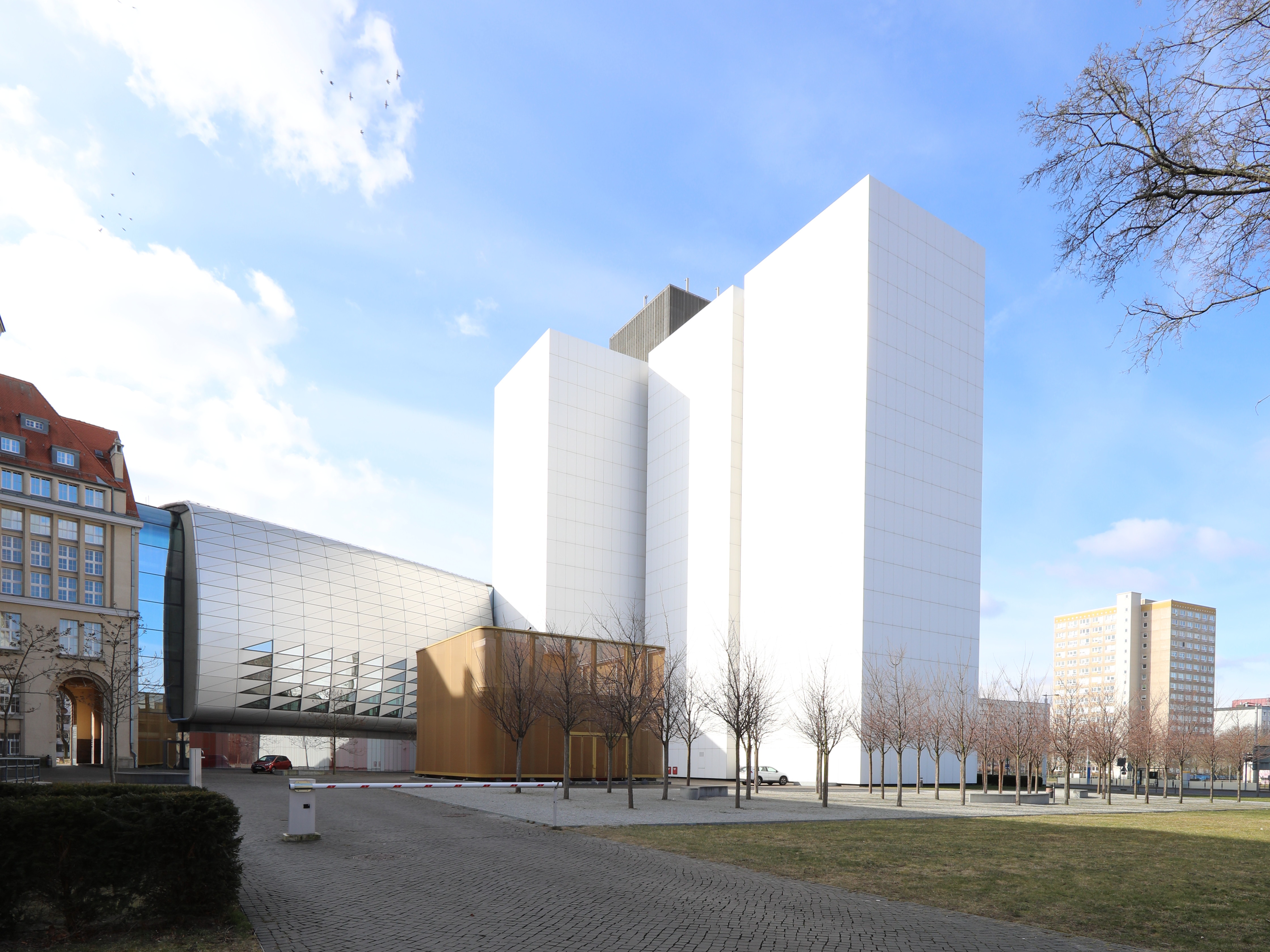
Magazinturm mit neuer Fassade

Die vierte Erweiterung beruht auf einem Entwurf der Stuttgarter Architektin Gabriele Glöckler, die 2002 mit ihrem Konzept „Inhalt-Hülle-Umschlag“ einen europaweiten Architekturwettbewerb gewann. Das Gebäude steht auf einer Fläche zwischen dem historischen Hauptgebäude und dem Bücherturm. Es rundet die Bebauung am Deutschen Platz ab. Die Grundsteinlegung für das rund 59 Millionen Euro teure Gebäude folgte am 4. Dezember 2007, das Richtfest war am 23. März 2009, die offizielle Eröffnung fand am 9. Mai 2011 statt.
Der frei geformte Baukörper hat eine Nutzfläche von 14.000 Quadratmetern, die sich auf neun Geschosse, davon drei unterirdische Magazinetagen verteilt. Die Bodenplatte ist 1,9 Meter dick. Die Baugrube hatte eine Fläche von 3.450 Quadratmetern und reichte bis zu 12 Meter unter Geländeniveau. Die benachbarten Magazintürme erforderten eine knapp 8 Meter hohe Unterfangung. Die Stahlbetonkonstruktion besitzt Decken, die in den Magazinen für eine Nutzlast von 17,5 Kilopascal ausgelegt sind. Die gekrümmte Dachkonstruktion wird von verleimten, hölzernen Dachbindern getragen. Unterhalb der Bodenplatte sind 124 Meter tiefe Geothermie-Bohrungen für 48 Erdwärmesonden zur energetischen Nutzung der Erdwärme vorhanden.
Der Bruttorauminhalt des Neubaus beträgt 90.346 Kubikmeter. Das Gebäude beherbergt das Deutsche Buch- und Schriftmuseum und das nach Leipzig verlegte Deutsche Musikarchiv. Die Magazinräume mit einer Fläche von 10.600 Quadratmetern haben eine Kapazität von fünf Millionen Einheiten mit insgesamt 136 Regalfachboden-Kilometern in elektrisch angetriebenen Kompaktregalanlagen und sollen die Publikationen der nächsten beiden Jahrzehnte in unter- und oberirdischen Stockwerken aufnehmen.
Am Deutschen Platz ist ein eigener Eingang vorhanden, wobei das Hauptgebäude über einen öffentlichen Weg durch den Neubau erreichbar ist. Die bisherige Buchtransportanlage wurde durch eine Behälterförderanlage und die zugehörige Verbindungsröhre zwischen den Büchertürmen und dem Altbau durch einen Verbindungsgang im Erweiterungsbau ersetzt. Zusätzlich erfuhr die Fassade des Bücherturmes eine Neugestaltung mit glatten großflächigen weißen Alu-Verbundkassettenplatten und abgesetzten, hinterleuchteten Segmentfugen. Außerdem entstand im westlichen Innenhof des Oskar-Pusch-Gebäudes als verglaster, zweigeschossiger Baukörper der Musiklesesaal.
Nach der Fertigstellung hat der Gesamtkomplex 62.022 Quadratmeter Hauptnutzfläche, davon sind 48.482 Quadratmeter Magazinfläche. Insgesamt 535 Lesesaalplätze sind vorhanden.

### Fünfte Erweiterung
Weil die Aufnahmekapazitäten des vierten Erweiterungsbaus ausgeschöpft sind, ist der Bau eines neuen Mediensilos parallel der Curiestraße vorgesehen. Es soll ein fensterloser Magazinbau mit bis zu sieben oberirdischen und drei unterirdischen Geschossen, bei einer Nutzungsfläche von rund 17.200 Quadratmetern, entstehen. Als Kapazität für etwa 30 Jahre sind 35,5 Millionen Medienwerke geplant. Nach einem Wettbewerb im Jahr 2024 wurde 2025 das Dresdner Architekturbüro CODE UNIQUE mit der Planung des Magazinbaus beauftragt. Bei einem Baubeginn Ende 2026 ist die Fertigstellung im Jahr 2030 vorgesehen.

## Leiter der Deutschen Bücherei
- Gustav Wahl, Direktor 1913–1916
- Georg Minde-Pouet, Direktor 1916–1923
- Heinrich Uhlendahl, Direktor 1924–1938, Generaldirektor 1938–1954
- Curt Fleischhack, Hauptdirektor 1955–1961
- Helmut Rötzsch, Hauptdirektor 1961–1964, Generaldirektor 1964–1990

Seit der Vereinigung der Deutschen Bücherei in Leipzig mit der Deutschen Bibliothek in Frankfurt am Main und Einrichtung einer gemeinsamen Generaldirektion in Frankfurt wird die Deutsche Bücherei von einem „Direktor als dem ständigen Vertreter des Generaldirektors“ geleitet:
- Gottfried Rost (1991–1996)
- Irmgard Spencker (1996–2001)
- Birgit Schneider (2001–2007)
- Michael Fernau (2008–2023)
- Johannes Neuer (seit August 2023)

## Dokumentarfilme
- Schatzkammer des Wissens (DEFA-Dokumentarfilm, Regie: Hanna Emuth, 1953)[27]
- Lesesaal (DEFA-Dokumentarfilm, Regie: Hans-Eberhard Leupold, 1971)[28]